# Maschinenfabrik Bröhl

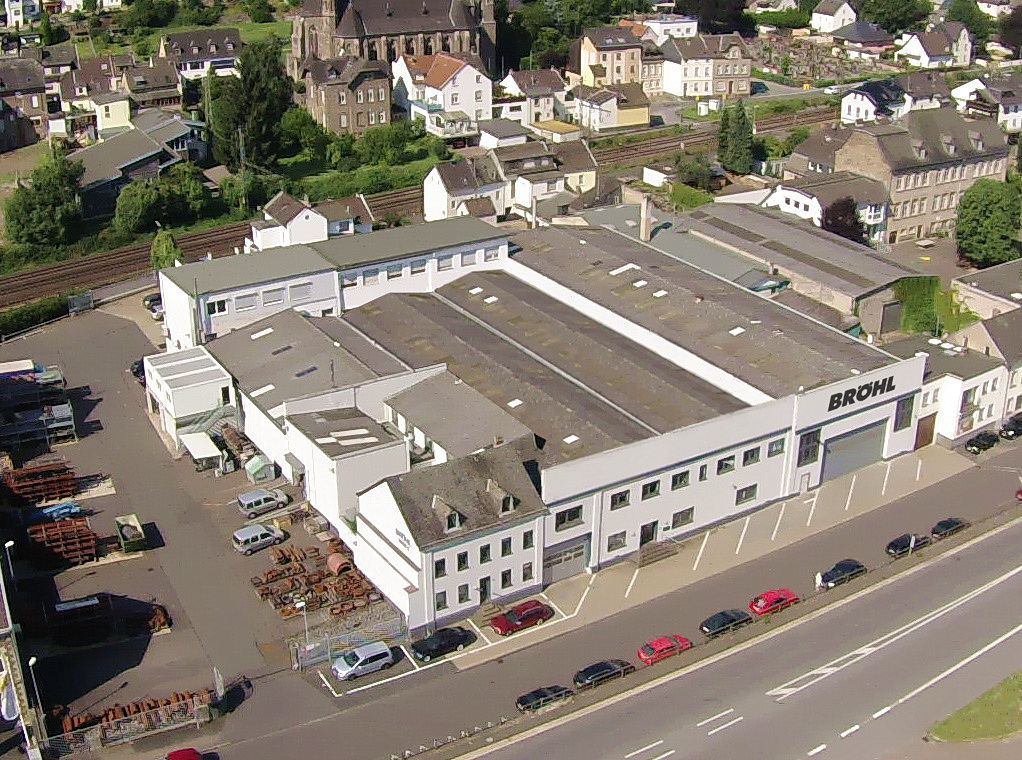
Werk 1 in Brohl-Lützing

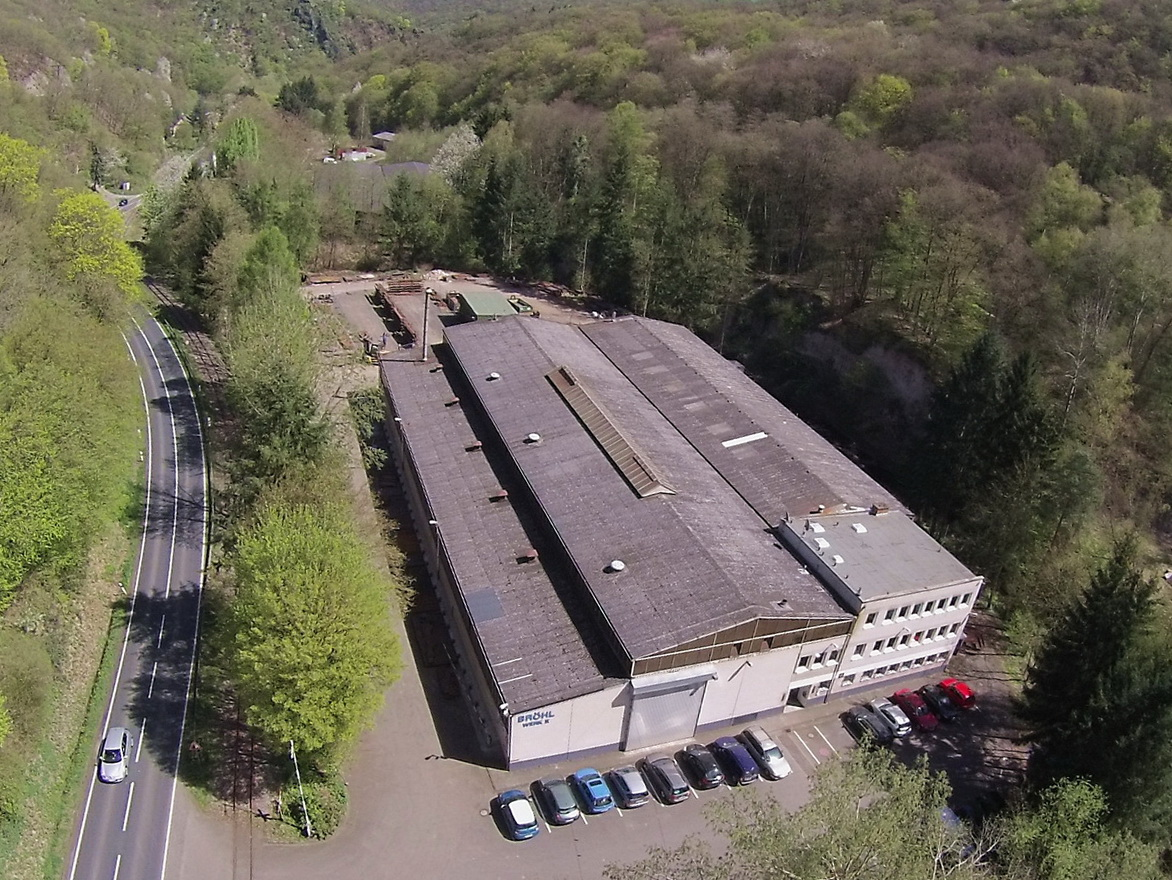
Werk 2 im Brohltal

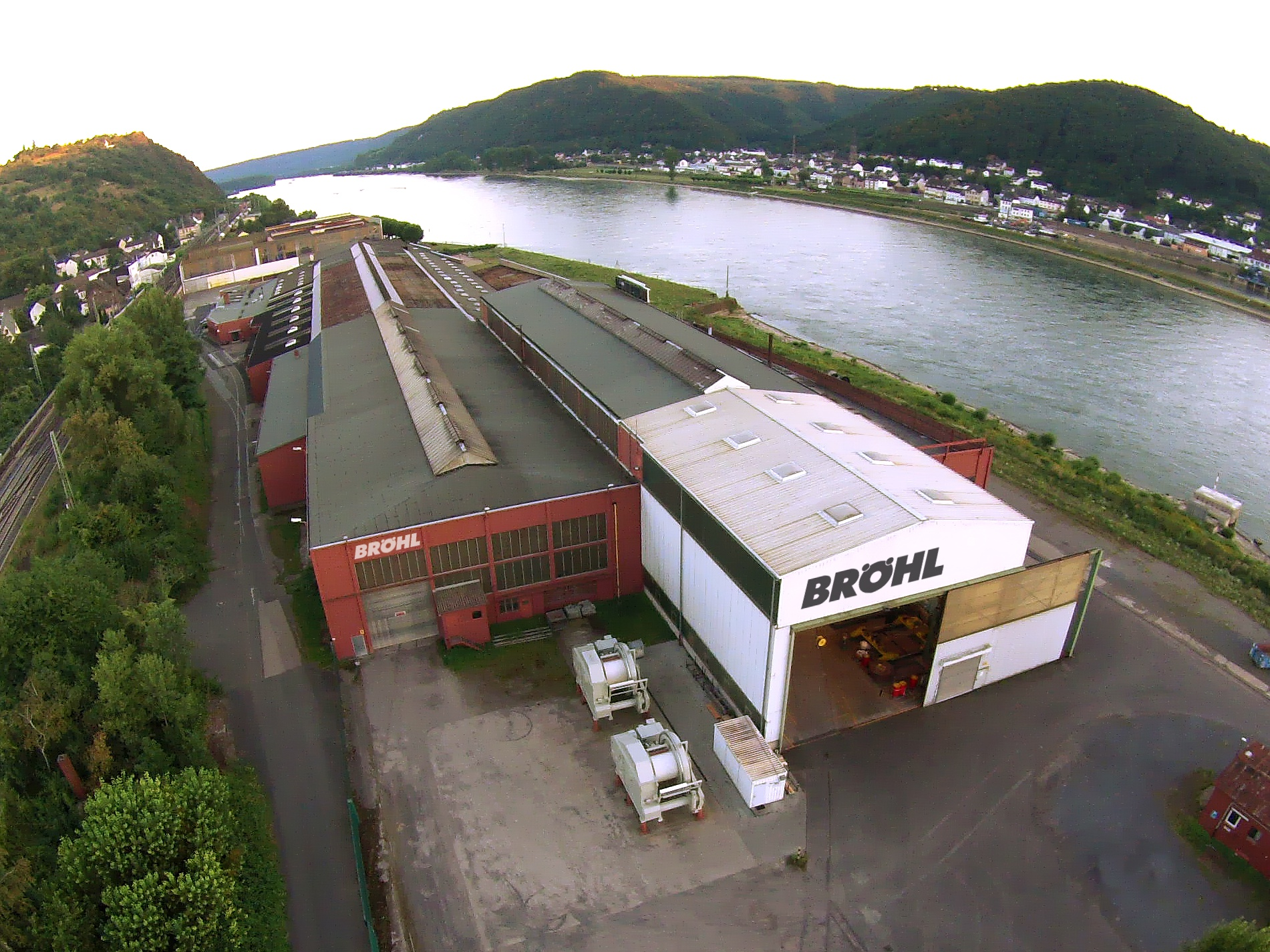
Werk 3 in Rheinbrohl

Die Maschinenfabrik Bröhl wurde 1885 von Anton Bröhl in Brohl-Lützing unter dem Namen Brohler Apparate Bauanstalt gegründet. Erste Produkte waren um die Jahrhundertwende Motoren für die Binnenschifffahrt. Später wurden Ankerwinden, Ruderanlagen und Krane gebaut.
Nach dem Tod des Gründers Anton Bröhl führte sein Enkel, der Maschinenbau-Ingenieur Anton W. Bröhl, mit der Neugründung der „Maschinenfabrik Bröhl“ im Jahr 1955, das Unternehmen in seiner Tradition als Lieferant von Marine Schiffstechnik weiter.
Seitdem ist die Maschinenfabrik Bröhl zu einem mittelständischen Unternehmen mit drei Werksstandorten, davon zwei in Brohl-Lützing und einer in Rheinbrohl, auf dem Gelände der ehemaligen Schiffswerft Hilgers, angewachsen. BRÖHL ist heute einer der führenden Lieferanten von Windenausrüstungen für Handelsschiffe, die Offshore-Industrie, Spezialschiffbau und kompletten maritimen Anlagen.
Seit 2004 arbeitet das Unternehmen eng mit der Offshore Technology Development Pte Ltd (OTD) in Singapur zusammen.
Das Unternehmen wird heute in der Gesellschaftsform einer GmbH von den beiden Geschäftsführern Anton W. Bröhl und Bernd Kulmus geleitet.

## Produkte
Bröhl liefert weltweit Anker- und Mooringwinden für den allgemeinen Schiffbau, Spezialwinden für Baggerschiffe und Anker-Mooringsysteme für die Offshore-Industrie. Als Ausrüster von Schiffswerften fertigt Bröhl Schiffslifte und die dazugehörigen Transportsysteme. Alle Produkte werden nach Kundenwunsch gefertigt und in Zusammenarbeit mit den Klassifikationsgesellschaften wie Germanischer Lloyd, Det Norske Veritas, Lloyd’s Register of Shipping konstruiert. Rund 90 Prozent der Produkte werden exportiert, in den drei Werken sind 120 Ingenieure und Facharbeiter beschäftigt.